# Hoar Cross Hall

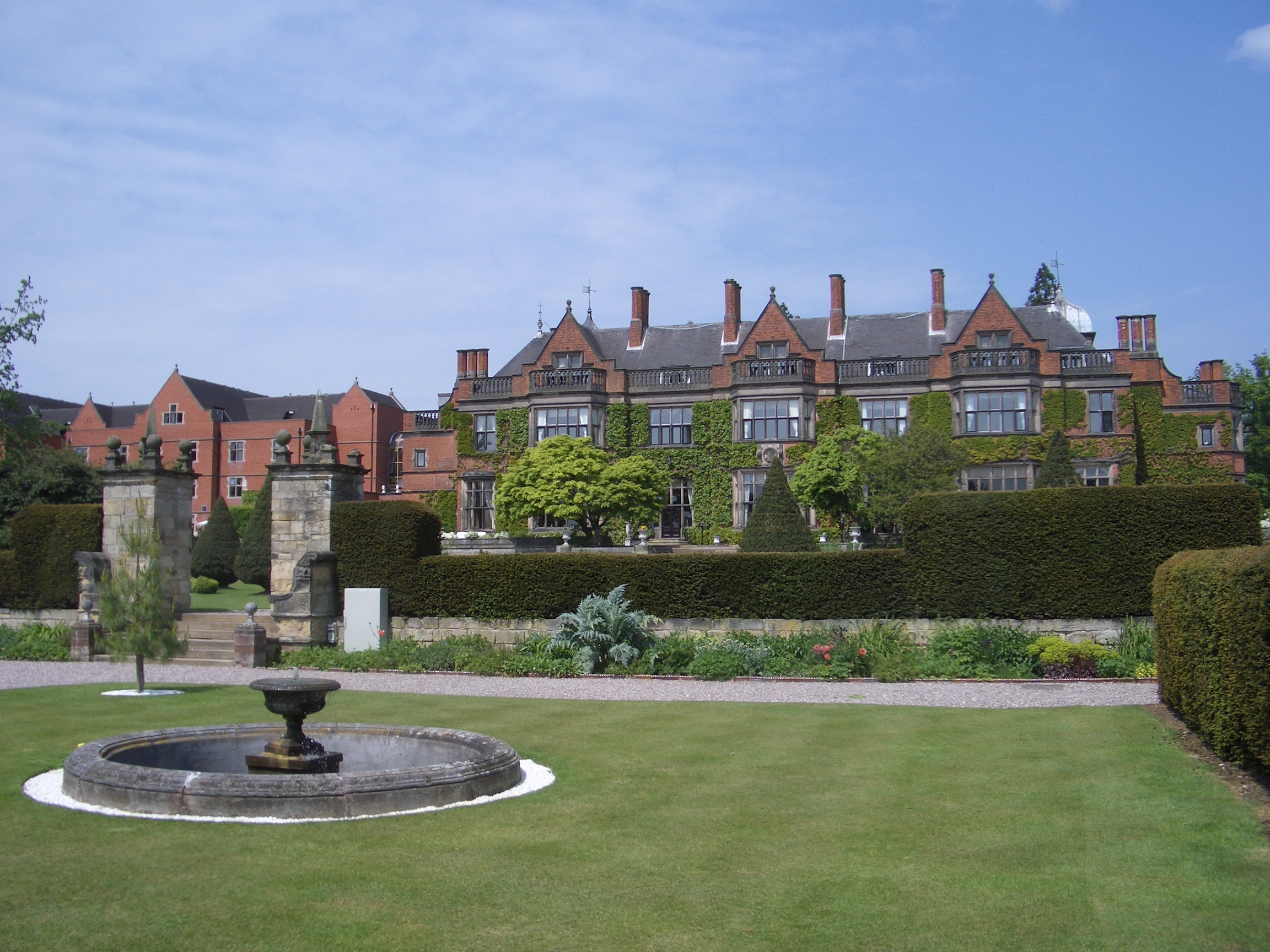
Hoar Cross Hall visto do jardim.

O Hoar Cross Hall é um palácio rural inglês do século XIX, agora convertido num hotel e spa, localizado nas proximidades das aldeias de Hoar Cross e Hamstall Ridware, no Staffordshire. É um listed building classificado com o Grau II.

## História
Hoar Cross foi, a partir do início do século XVII, a segunda sede da família Ingram, cuja principal residência era Temple Newsam, no Yorkshire. Em 1661, Henry Ingram foi feito Barão Ingram e Visconde de Irvine. Com a morte do 9º Visconde, em 1778, o viscondado extinguiu-se. As propriedades passaram para as suas filhas e, em 1841, para Hugo Charles Meynell (neto de Hugo Meynell e filho de Sir Hugo Meynell, que tinha casado com Elizabeth Ingram em 1782). Por herança Meynell incorporou Ingram no seu nome para se tornar Meynell Ingram. Na década de 1860, reconstruiu a velha casa para o seu actual grande estilo.
O seu filho Hugo Francis Meynell Ingram casou com Emily Charlotte Wood, filha de Charles Wood, 1º Visconde Halifax. Meynell Ingram faleceu em 1871 e Emily Charlotte construiu uma igreja em sua memória. A viúva continuou a ocupar o palácio atè à sua morte, ocorrida em 1904, quando o seu sobrinho Fredreick George Lindley Wood (mais tarde Meynell) herdou a propriedade.